# Albert Bunjaku
Albert Bunjaku (ur. 29 listopada 1983 roku w Gnjilane) – szwajcarski piłkarz pochodzenia kosowskiego występujący na pozycji napastnika w FC Erzgebirge Aue z którym podpisał kontrakt ważny do 30 czerwca 2019 roku. Jest reprezentantem Kosowa. Z reprezentacją Szwajcarii wziął udział w mistrzostwach świata w 2010 roku.